# Salvinia molesta
A Salvinia molesta é uma planta aquática, flutuante, da classe Pteridopsida e nativa do sudeste do Brasil.  As folhas, têm de 0,5 a 4 cm de comprimento. Produz raízes secundárias e ainda terciárias modificadas que ajudam a "fixar-se" na água.
Reproduz-se assexuadamente, e é capaz de crescer a grande velocidade desde um pequeno fragmento de vegetal, e dobrar a população em poucos dias, resultando na cobertura da superfície de tanques, reservatórios de água, lagos por uma manta flutuante de 1 a 2 dm (raramente até 6 dm) de espessura. Assim, converteu-se numa praga em muitas partes do mundo. O crescimento vegetal bloqueia a luz solar necessária para outras plantas aquáticas, especialmente algas  oxigenarem a água.
O insecto curculónido Cyrtobagous salviniae, encontrado no habitat nativo da S. molesta, está a ser estudado como um controlo biológico da praga.

## Em Portugal
A espécie já foi introduzida em Portugal, tendo até ao momento sido controlada.